# Барановский, Гавриил Васильевич
Гаврии́л Васи́льевич Барано́вский (25 марта [6 апреля] 1860, Одесса — 1920, Келломяки) — русский архитектор, гражданский инженер, искусствовед и издатель.

## Биография
Гавриил Васильевич Барановский родился 25 марта (6 апреля) 1860 года в Одессе в семье коллежского секретаря Василия Ивановича Барановского. Учился в реальном училище в Одессе, по окончании которого в 1880 году поступил вольнослушателем на архитектурное отделение Санкт-Петербургской Академии Художеств. Был отчислен по политическим мотивам и продолжил образование в Институте гражданских инженеров, который окончил в 1885 году с Серебряной медалью и чином коллежского секретаря.
Г. В. Барановский начал свою архитектурную деятельность в 1883—1885 годах под руководством П. Ю. Сюзора. Первый самостоятельный проект — Главная дворцовая канцелярия. С 1888 — главный архитектор Балтийского завода.

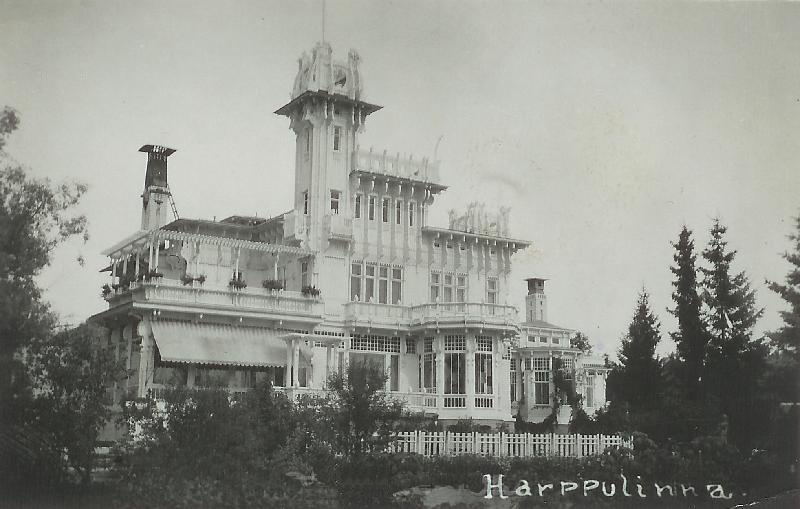
Келломяки (ныне Комарово), вилла «Арфа»

Преподавал в Институте гражданских инженеров в 1897—1905 гг.
Состоял членом правления Общества гражданских инженеров, членом Совета по горнопромышленным делам при Министерстве земледелия и гос. имуществ (с 1904), служил в Техническо-строительном комитете (ТСК МВД) (с 1885 г. — техник, с 1902 г. — сверхштатный член ТСК МВД, с 1907 г. — штатный член ТСК МВД). С 1907 года — действительный статский советник.
После революций 1917 года Барановский продал в декабре 1917 года свою оригинальную виллу «Арфа» в Келломяки, построенную им в 1907 году. Но остался жить в Келломяки на другом участке с домом.
Г. В. Барановский скончался в Келломяки на своей даче от «паралича сердца» в 1920 году и был похоронен на местном кладбище.

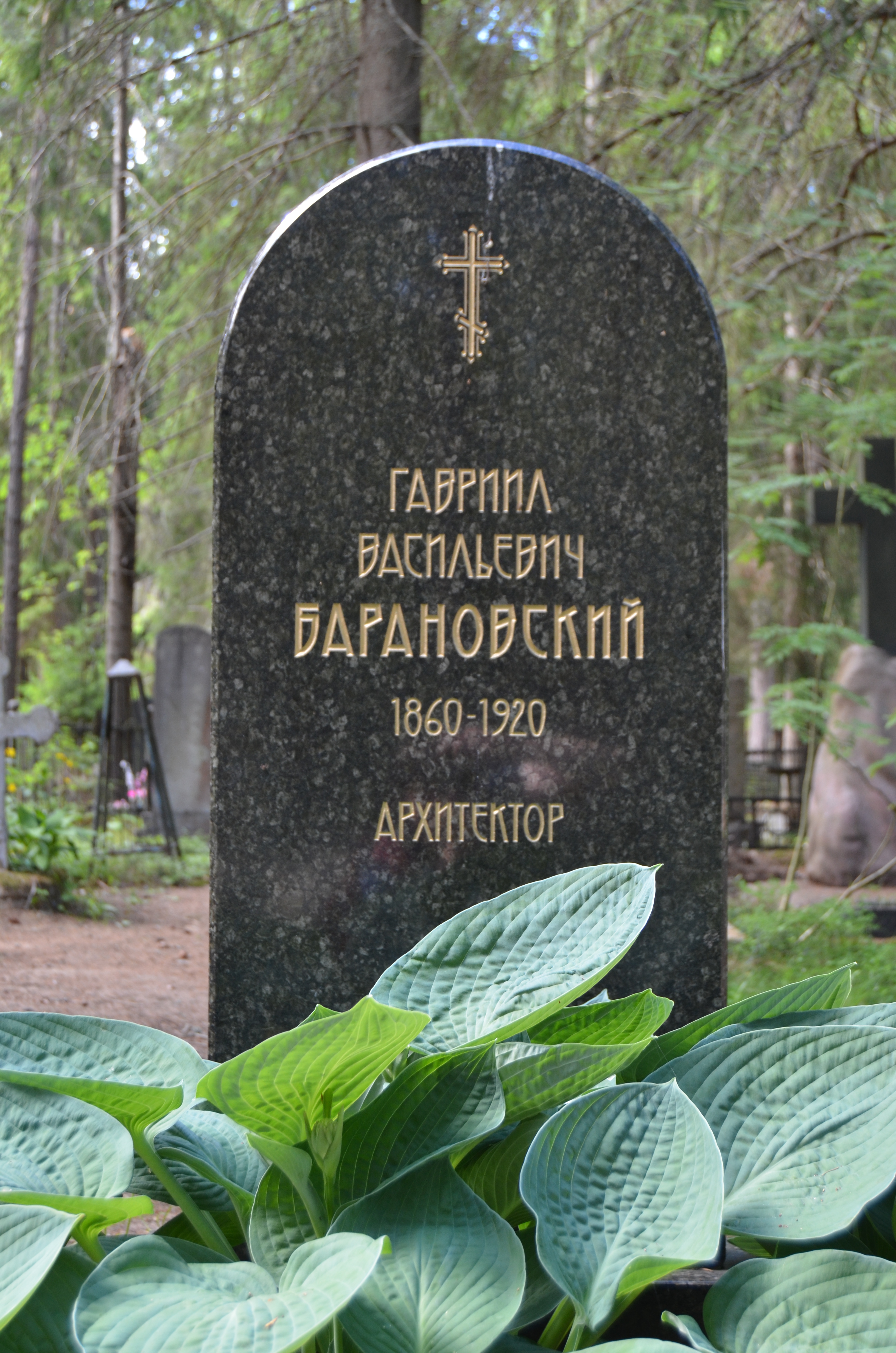
Стела на могиле Гавриила Барановского на Комаровском кладбище

### Архитектор Елисеевых
Первая работа Барановского для семьи Елисеевых — доходный дом Елисеева на набережной Фонтанки, 64 (1890). Барановский реконструирует многочисленную недвижимость Елисеевых, две его самые известные работы — Дом торгового товарищества «Братья Елисеевы» на Невском проспекте и московский Елисеевский магазин на Тверской (совместно с В. В. Воейковым и М. М. Перетятковичем). C 1898 Барановский официально — главный архитектор всех предприятий Елисеевых.
В различных публикациях упоминается, что Барановский стал «домашним архитектором» Елисеевых после того, как, якобы, женился на дочери Г. П. Елисеева, главы торгового дома Елисеевых. Эта информация опровергается архивными источниками — все заказы он получал исключительно благодаря своему таланту и организаторским способностям.
Барановский первым придумал соединять дворовые и уличные корпуса доходных домов галереями: так лестницы в обеих частях здания становились парадными, что позволяло дороже сдавать квартиры. Подобный приём был использован в 1897 году при работе над собственным домом архитектора на улице Достоевского, 36.

### Общественная и издательская деятельность
С 1891 года — архитектор благотворительного Ведомства учреждений Императрицы Марии, спроектировал Глазную больницу в Петербурге.
Автор, издатель и редактор журналов «Наше жилище» (1894—1895) и «Строитель» (1895—1905). Организовал выпуск и редактировал семитомную «Архитектурную энциклопедию второй половины XIX века». Участвовал в составлении проекта строительного Устава. Барановский также составил «Юбилейный сборник сведений о деятельности бывших воспитанников Института гражданских инженеров» — уникальное библиографическое издание, в котором приведены справки о 1024 выпускниках и их работах. Эта книга по сей день служит уникальным источником информации об архитекторах XIX века.

### Семья
В 1889 году Барановский женился на сестре своего приятеля, гражданского инженера Михаила Васильевича Кобелева, Екатерине Васильевне Кобелевой. Их сын Василий Гаврилович стал музыкантом.

## Постройки и проекты

### В Санкт-Петербурге
- 1880 — здания мастерских при Балтийском судостроительном заводе, совместно с Э. И. Жибером и А. П. Новицким
- 1885—1888 — часовня-усыпальница семейства Д. А. Поливанова
- 1885—1888 (?) — дом Домонолова, 7-я линия Васильевского острова
- 1887 — надстройка художественной мастерской дома Г. Г. Елисеева, Биржевая линия, 18
- 1897 — собственный доходный дом Г. В. Барановского, улица Достоевского, 36[6]
- 1889—1890 — доходный дом Г. Г. Елисеева, Набережная реки Фонтанки, 64
- 1891—1892 — доходный дом Г. Г. Елисеева, улица Ломоносова, 14. Постройка ещё одного корпуса предыдущего здания.
- 1893—1894 — реконструкция и отделка интерьеров особняка Г. Г. Елисеева, Биржевая линия, 12, 14
- 1895 — особняк И. А. Дурдина, Свердловская набережная, 36 (перестроен)
- 1899 — жилой дом, улица Ломоносова, 12
- 1899—1900 — здание женской гимназии княгини А. А. Оболенской (А. Б. Мещерского) и доходный дом, Басков переулок, 8
- 1902—1903 — дом торгового товарищества «Братья Елисеевы» («Елисеевский магазин»), Невский проспект, 56 — Малая Садовая улица, 8
- 1907—1909 — здание Русского географического общества, переулок Гривцова, 10[7]
- 1909 — здание ломбарда, Мойка, 72
- 1909—1910 — жилой дом при Буддийском храме, Приморский проспект, 93
- 1909—1915 — Буддийский храм, Приморский проспект, 91
- Собственная дача «Вилла „Арфа“» в Келломяках, ныне Комарово (не сохранилась)

### В других местах
- 1898—1901 — перестройка и изменение интерьеров магазина в жилом доме Г. Г. Елисеева, совместно с В. В. Воейковым и М. М. Перетятковичем, Москва, Тверская улица, 14
- 1897—1899 — Вилла Елисеева в Орро (Эстляндия; ныне Тойла-Ору, Эстония), вокруг виллы был разбит парк. В 1934 г. эстонские промышленники купили виллу с парком и подарили его президенту Эстонской Республики К. Пятсу как летнюю резиденцию. Вилла была разрушена во время Великой Отечественной войны (взорвана немцами при отступлении в 1944 г.), а парк ныне является одним из туристических объектов Эстонии[8].
- работы в Могилёвской губернии и в Нижнем Новгороде.
- Автор проекта Екатеринодарской почтово-телеграфной конторы, 1915 г. (ныне Главпочтамт г. Краснодара).

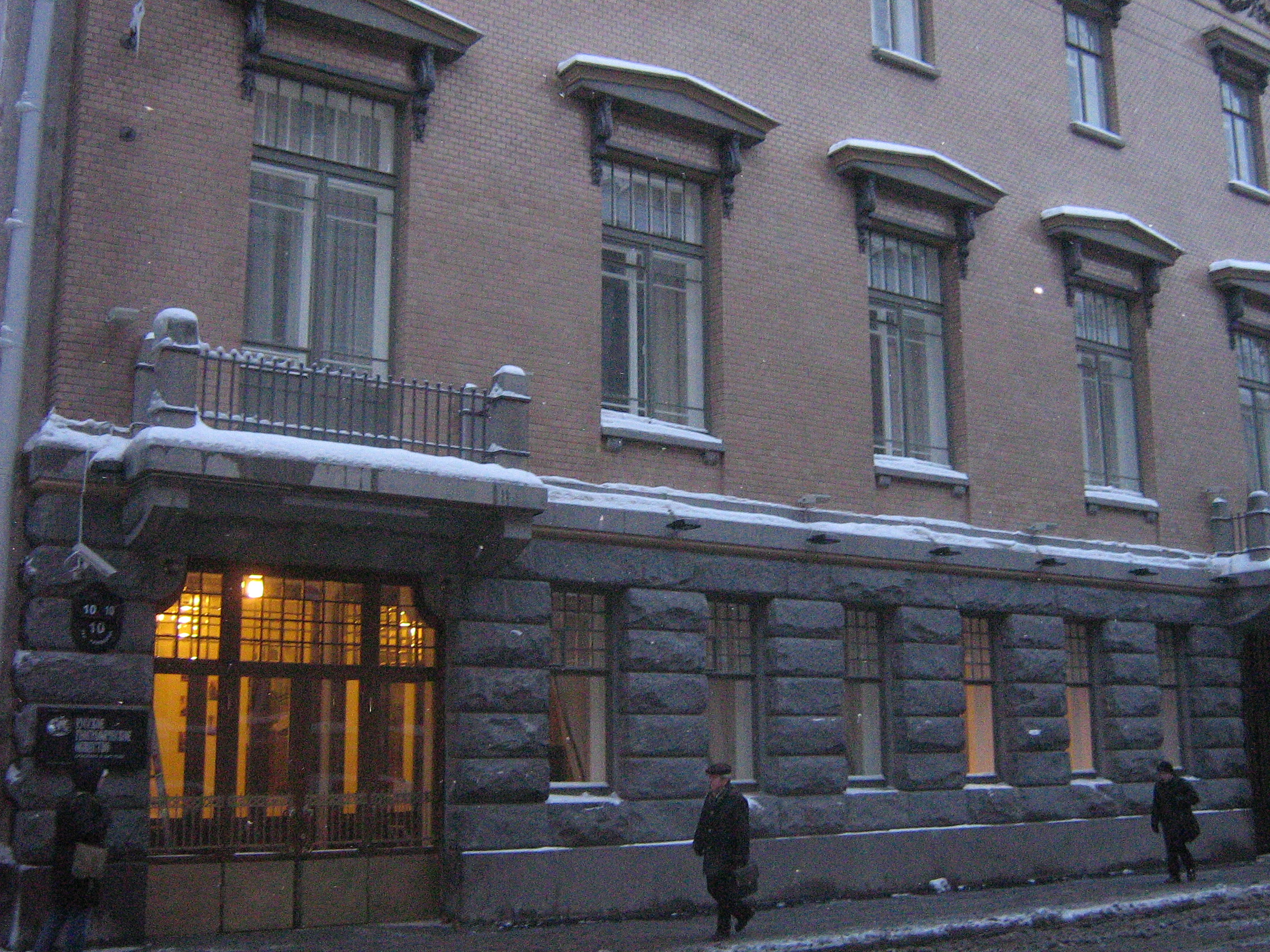
Здание РГО
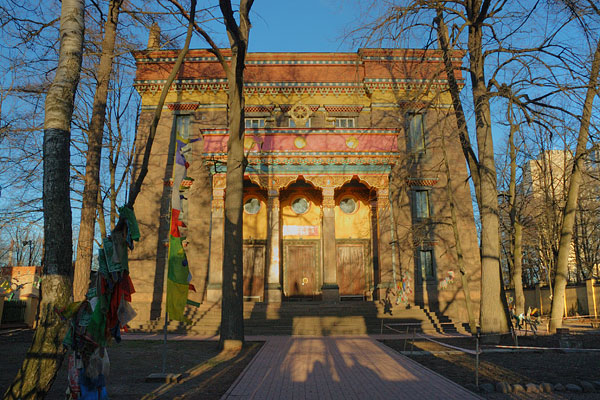
Буддийский храм
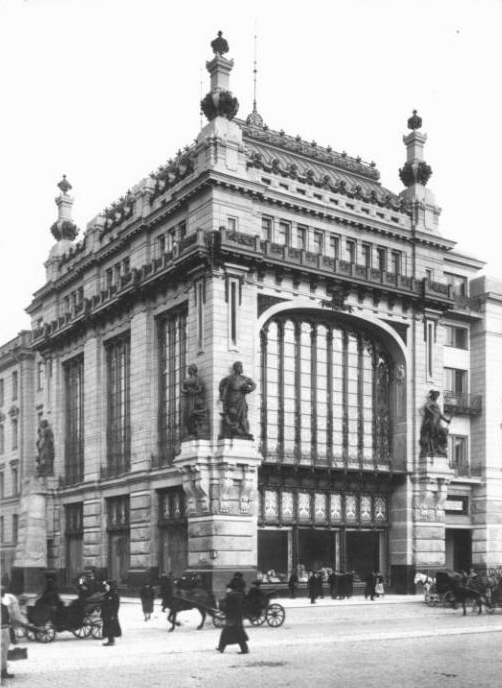
Дом торгового товарищества «Братья Елисеевы»
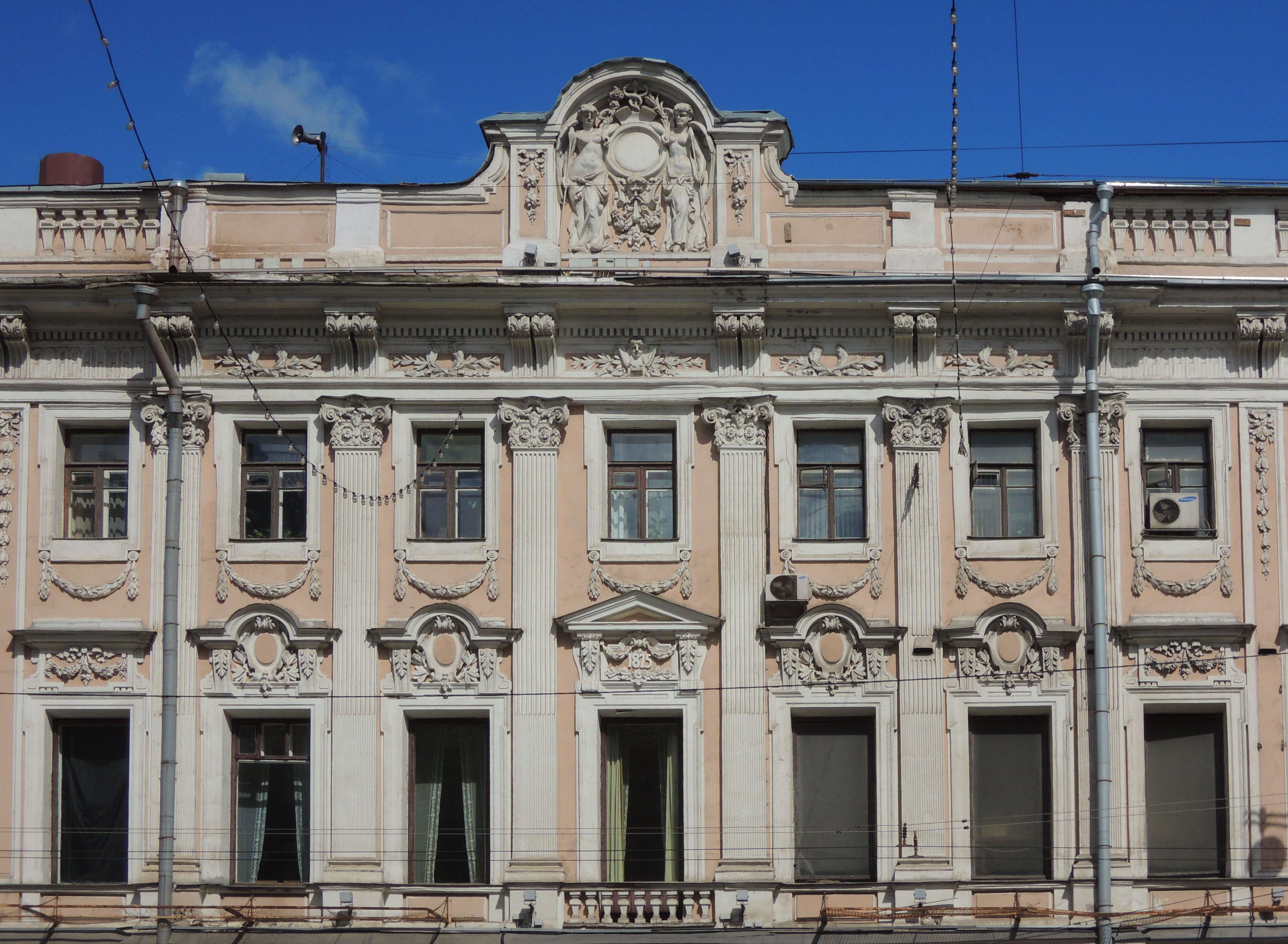
Елисеевский магазин в Москве

## Основные публикации
- Барановский Г. В. Юбилейный сборник сведений о деятельности бывших воспитанников Института гражданских инженеров (Строительного училища). 1842—1892. — СПб.: Типо-Литография Н. Л. Пентковского, 1893.
- Барановский Г. В. Здания и сооружения Всероссийской художественно-промышленной выставки 1896 года в Нижнем Новгороде. — СПб.: Редакция журнала «Строитель», 1897. — XIV + 146 с.
- Барановский Г. В. По вопросу о способе издания журнала «Зодчий», органа Императорского Санкт-Петербургского общества архитекторов. — СПб.: Тип. Е. Евдокимова, 1897. — 4 с.
- Барановский Г. В. По вопросу о проекте устава строительного. — СПб.: Тип. «Строитель», 1915. — 11 с.

### «Архитектурная энциклопедия»
- Барановский Г. В. Архитектурная энциклопедия второй половины XIX века Архивная копия от 13 мая 2021 на Wayback Machine:
  - Т. 1. Архитектура исповеданий. — СПб.: Редакция журнала «Строитель», 1902. — XX + 500 с.
  - Т. 2, ч. 1. Общественные здания. — СПб.: Редакция журнала «Строитель», 1908. — XXII + 732 с.
  - Т. 2, ч. 2. Общественные здания. — СПб.: Редакция журнала «Строитель», 1908. — XX + 298 с.
  - Т. 3. Выставки, зрелища, спорт и т. п. — СПб.: Редакция журнала «Строитель», 1903. — XVIII + 490 с.
  - Т. 4. Жилища и службы. — СПб.: Редакция журнала «Строитель», 1904. — 776 с.
  - Т. 5. Улицы, площади, парки. — СПб.: Редакция журнала «Строитель», 1907. — XII + 484 с.
  - Т. 6. Части сооружений. — СПб.: Редакция журнала «Строитель», 1904. — X + 494 с.
  - Т. 7. Детали. — СПб.: Редакция журнала «Строитель», 1904. — X + 528 с.

## Адреса
- наб. р. Фонтанки, 66 — доходный дом М. П. Кудрявцевой, где жил Г. В. Барановский.
- Большая Конюшенная улица, 17 — здесь Г. В. Барановский жил в 1910-х годах.